# Montes Universais

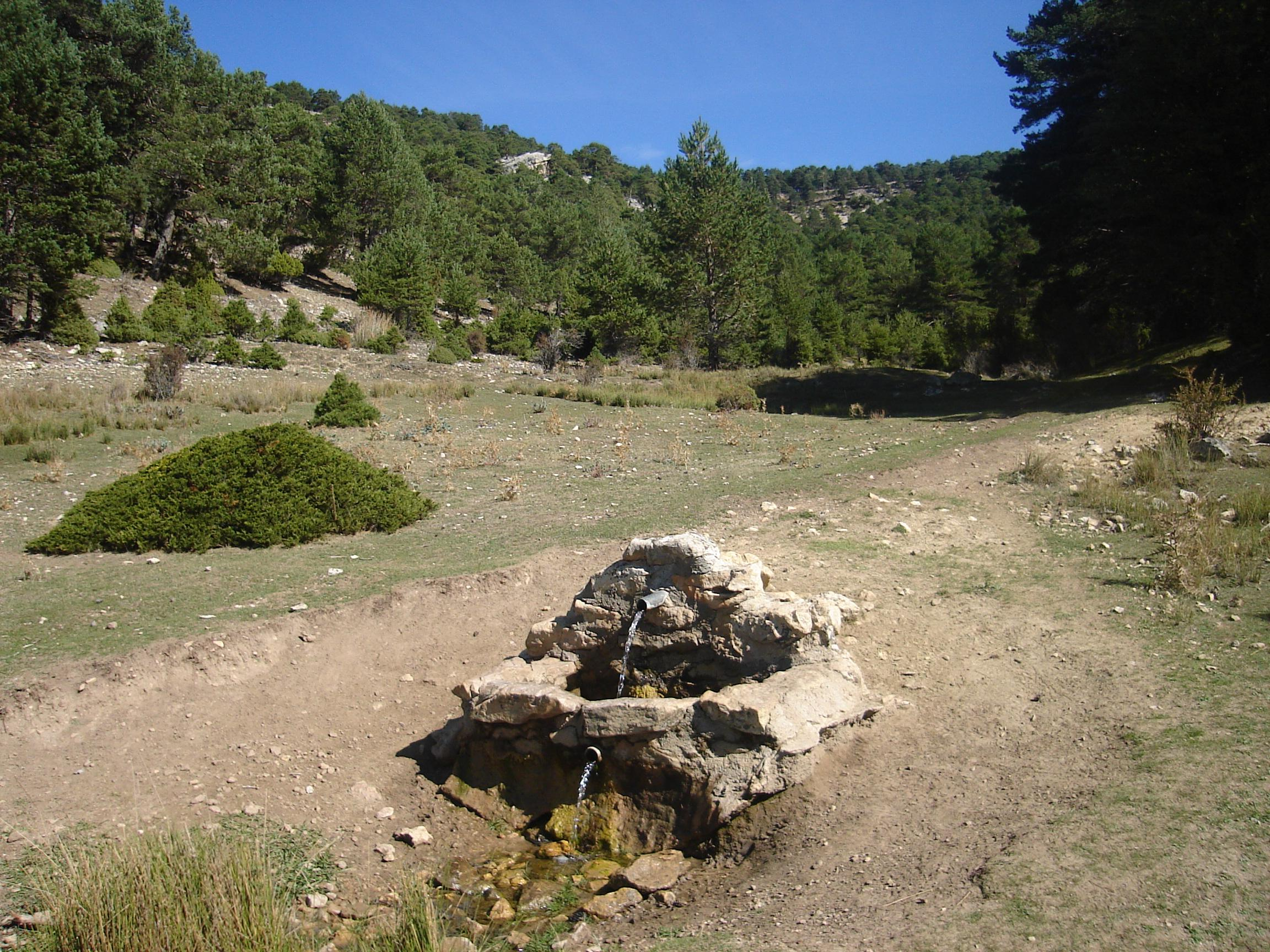
Montes Universales. Nascente do rio Turia (Guadalaviar)

Montes Universais é um sistema montanhoso situado no limite sudoste do Sistema Ibérico ocupando grande parte da comarca aragonesa de Sierra de Albarracín (Teruel) e da zona sudeste do Alto Tejo, entre Guadalajara e Cuenca. Os seus cumes situam-se entre os 1 600 e os 1 935 m de altitude.
O conjunto de montes está disposto na direção noroeste-sudeste no interior do arco interno ibérico. Limitam a nordeste com o maciço paleozóico de Caimodorro e ode Loma Alta de Villar del Cobo, a sudoeste com a serra de Cuenca e a leste com o vale do rio Turia.
A sua posição divide as bacias hidrográficas do alto Tejo, que nasce no seio dos Montes Universales, e as levantinas que formam o rio Turia (chamado Guadalaviar na província de Teruel) ou o rio Júcar.
A cadeia montanhosa é formada por estratos do mesozóico no sul, que rodeia o centro paleozóico de Albarracín. Neles se observa a existência de altiplanos calcários do Jurássico com abundante carstificação em Loma Alta e Griegos, e proliferação de campos de dolinas e lapiás. A sul deste núcleo paleozóico encontra-se alinhada uma série de sinclinais tabulares de origem no Cretácico que ressaltam em formações carstificadas calcárias (Muela de San Juan, de Frías, de Saldón, de Valdecuenca e de Javalón) e descem em suaves vales em cunha, de formação periglaciar. O núcleo cárstico integra dolinas de afundamento disseminadas, que contêm os cursos fluviais cuja cabeceira se situa nestes montes.